# 334 (عدد)
 334 هو عدد صحيح، يلي العدد 333 ويسبق العدد 335.

## في الرياضيات

### خصائص
- عدد طبيعي.[3]

- عدد زوجي.[4][5]
- عدد موجب،[6] السالب منه هو - 334.[7]

## في التاريخ
- 334 هـ هي سنة في التقويم الهجري.
- هي سنة  334 م في التقويم الميلادي.

## وصلات خارجية
الأعداد الصاتمة، ديوان اللغة العربية.